# Lasioglossum podolicum
Lasioglossum podolicum is een vliesvleugelig insect uit de familie Halictidae. De wetenschappelijke naam van de soort is voor het eerst geldig gepubliceerd in 1925 door Noskiewicz.